# Hemolinfa

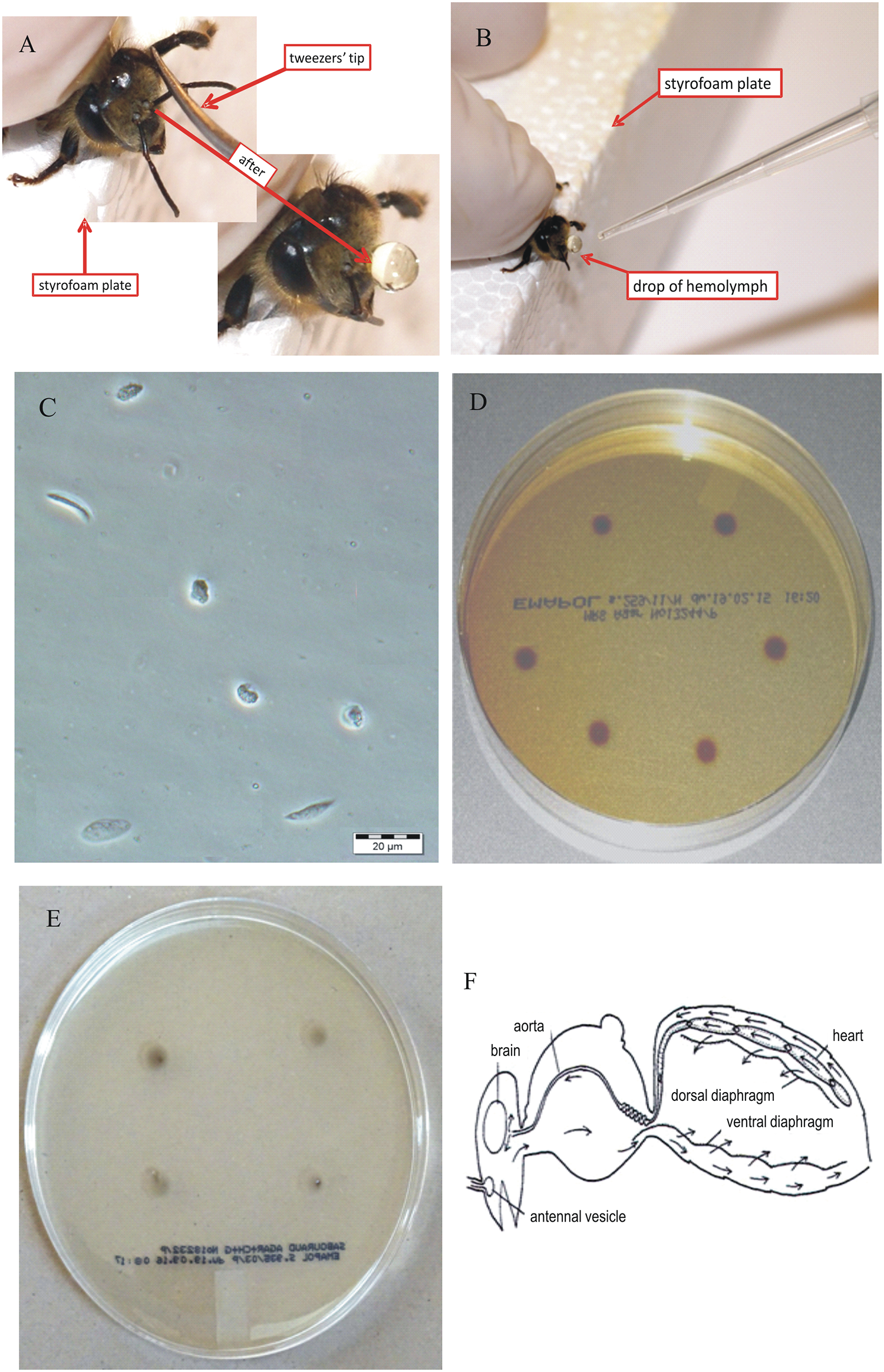
Retirando a hemolinfa de uma abelha.

Em Zoologia, denomina-se de hemolinfa o fluido corporal circulante do corpo dos animais invertebrados. Torna-se importante ressaltar que apesar da analogia com o sangue dos animais vertebrados, a hemolinfa pode não desempenhar as mesmas funções, principalmente por ter uma composição química e celular muito diferente. A hemolinfa de diversos animais tem sido estudada, principalmente em modelos de estudo de artrópodes e moluscos.
Nos animais invertebrados a circulacão interna é aberta, ou seja, alterna entre vasos e livremente entre tecidos. Sendo assim, a hemolinfa preenche o interior do corpo do animal (chamado de hemocele, ou ainda, hemocélio) que circunda todos os tecidos celulares internos. As principais funções desempenhadas pela hemolinfa nos invertebrados são: armazenamentos e circulação de nutrientes (principalmente sais e água), preenchimento interno e sustentação hidrostática, circulação de hormônios e fatores de desenvolvimento, defesa imune e eliminação de excretas.
Possui células livres circundantes chamadas de hemócitos, que desempenham um importante central na defesa imunitária e coagulação.
A hemolinfa é constituída por água, sais (majoritariamente Na+, Cl-, K+, Mg2+, e Ca2+), e compostos orgânicos.
Muitos artrópodes (aracnídeos), (crustáceos), e da classe dos Cefalópodes (Moluscos) possuem a proteína hemocianina na hemolinfa que serve para as trocas gasosas na respiração. Uma das diferenças da hemoglobina dos vertebrados para a hemocianina é o fato de esta ser um pigmento azulado, pois em vez de ferro, possui cobre em seu princípio ativo, e ao reagir com o oxigênio, fica azulado, e quando livre do oxigênio, fica incolor.